# Stefan Wächter
Stefan Wächter (Herne, 20 aprile 1978) è un allenatore di calcio ed ex calciatore tedesco, di ruolo portiere.

## Carriera

### Giocatore
Cresciuto nel Westfalia Herne, nel 1997 si è trasferito al Bochum. Dopo tre stagioni e nessuna presenza in prima squadra, nel 2000 si è trasferito all'Uerdingen 05, club militante in terza divisione. Ha militato nel club rossoblù per una stagione, totalizzando 20 presenze in campionato.
Nella stagione successiva è passato all'Amburgo. Dopo una prima stagione senza alcuna presenza, ha iniziato a trovare maggiore spazio nella stagione 2003-2004, in seguito ad un grave infortunio del portiere titolare Martin Pieckenhagen. Dopo il rientro di Pieckenhagen, ha mantenuto il posto da titolare nella stagione 2004-2005. Nel 2005 ha perso il posto da titolare in favore di Sascha Kirschstein, per poi essere relegato al ruolo di terzo portiere nella stagione successiva. Ha militato nelle file dei Dinasaurier fino al 2007, totalizzando 64 presenze in campionato.
Nel 2007 si è trasferito all'Hansa Rostock, club neopromosso in Bundesliga. Ha militato nel club biancoblu per due stagioni, totalizzando 28 presenze in campionato.

### Allenatore
Nel gennaio 2011 è diventato preparatore dei portieri del SC Victoria. Ha mantenuto l'incarico fino al termine della stagione 2011-2012. Il 16 settembre 2014 è diventato preparatore dei portieri dell'Amburgo. Ha mantenuto l'incarico fino al 12 marzo 2018, data in cui è stato esonerato il tecnico Bernd Hollerbach.

## Palmarès

### Club

#### Competizioni nazionali
- Campionato tedesco di seconda divisione: 1

Bochum: 1995-1996
- Coppa di Lega tedesca: 1

Amburgo: 2003

#### Competizioni internazionali
- Coppa Intertoto UEFA: 1

Amburgo: 2005